# James Bruce, 8:e earl av Elgin
James Bruce, 8:e earl av Elgin och 12:e earl av Kincardine, född 20 juli 1811 i London, död 20 november 1863 i Dharamsala i Punjab, var en brittisk kolonialtjänsteman och diplomat, mest känd som generalguvernör över Kanada och vicekung av Indien.

## Familj
Han var son till  Thomas Bruce, 7:e earl av Elgin. Hans andra hustru var lady Mary Lambton, dotter till den 1:e earlen av Durham, författare till Report on the Affairs of British North America (1839), och systerdotter till kolonialsekreteraren Henry Grey, 3:e earl Grey. Hans son Victor Alexander Bruce, 9:e earl av Elgin blev också vicekung av Indien.

## Kolonial karriär
1841 blev han som "liberal-konservativ" medlem av underhuset, men övergick samma år till följd av faderns död till överhuset och sändes 1842 som guvernör till Jamaica, där han kraftigt verkade för sockerodlingens utveckling och lokalbefolkningens uppfostran.
1847 efterträdde han lord Cathcart som generalguvernör över Kanada och sökte där förverkliga den koloniala självstyrelse hans svärfader, lord Durham, 1839 påyrkat i sin berömda rapport. Under Bruces guvernörstid i Kanada (1847 -54) lades också där den fasta grundvalen till ett med riksenheten förenligt, fullt parlamentariskt styrelsesätt. Dyningarna efter 1837 års uppror hade ännu ej lagt sig, och då Bruce sanktionerade en lag om skadestånd för under upproret lidna förluster, framkallade detta bland övre Kanadas lojalister ytterlig harm, som tog sig uttryck i ett tumult i Montréal, varunder parlamentshuset nedbrändes och Bruces liv stod under allvarligt hot (25 april 1849).
Hans fasta och försonliga hållning dämpade emellertid till sist partimotsatserna, och Kanada gick under hans administration i materiellt hänseende framåt med stora steg. Med Förenta staterna avslöt han 1854 landet till ett ömsesidighetsfördrag.

## Bruces roll i Kina och Indien
1857 sändes Bruce till Kina för att bilägga mellan detta rike och England uppkomna tvister. På utresan gjorde han den indiska regeringen en ovärderlig tjänst genom att låna sin truppeskort åt generalguvernören Canning för Sepoyupprorets bekämpande. Sedan förhandlingar med Kina visat sig fruktlösa, tilltvang sig Bruce med vapenmakt avslutande av det för England synnerligen fördelaktiga fördraget i Tianjin 1858. Han avslöt sedan även ett handelsfördrag med Japan, enligt vilket vissa hamnar öppnades för europeiska handelsmän.
Efter hemkomsten till England 1859 ingick Bruce som generalpostmästare i Palmerstons ministär, men sändes redan 1860 åter till Kina, där krig åter utbrutit, sedan kinesiska regeringen vägrat ratificera Fördragen i Tianjin. Med hjälp av franska trupper besatte Bruce Peking, varefter fördraget ratificerades och kinesiska regeringen nödgades medge upprättandet av utländska makters legationer i Peking. Det var under denna Bruces mission, som det kejserliga sommarpalatset Yuanmingyuan i Peking brutalt nedbrändes som repressalier för mordet på ett par av beskickningens medlemmar.
På våren 1862 övertog Bruce efter Canning vicekungabefattningen i Indien. Han ägnade sig med mycken iver åt sina nya värv samt företog omfattande resor för att studera indiska förhållanden, men bröts snart till hälsan av strapatserna och avled i Dharamsala (i Punjab) 20 nov. 1863.
- Wikimedia Commons har media som rör James Bruce, 8:e earl av Elgin.